# 霜月絹鯊
霜月绢鲨（霜月 絹鯊，10月30日—）是日本漫画家，血型O型。以创作轻小说插画、漫画选集为主要活动的漫画家，虽然曾以石本理沙的笔名进行插画工作，但是以Kanon的连载为契机改为现在的笔名。
作畫的漫画《Kanon 真正的思念是對方的微笑》（Kanon ホントの想いは笑顔の向こう側に）于2006年起在角川書店旗下杂志《Dragon Age Pure》连载。2009年初獨創漫畫作品《鄰座的柏木同學》（となりの柏木さん）在芳文社旗下《Manga Time Kirara Forward》连载。

## 作品列表

### 漫畫
- 《翱翔天際的3種方法》（La'cryma原作，角川書店《月刊Comp Ace》连载，台灣角川代理臺灣及香港中文版）
- 《Kanon 真正的思念是對方的微笑》（2006年6月30日[1]至2007年10月20日於角川書店《Dragon Age Pure》连载，富士見書房發行）
- 《Dreams Kanon & AIR》（石本理沙名義，宙出版發行）
- 《月光夜》（石本理沙名義，宙出版發行）
- 《鄰座的柏木同學》（芳文社《Manga Time Kirara Forward》连载，東立出版社代理臺灣及香港中文版）
  - 《鄰座的柏木同學 after days》（芳文社《Manga Time Kirara Forward》连载）
- 《こじらせ BOY meets GIRL!》（芳文社《Manga Time Kirara Forward》连载）
- 《キミと家族になるまで》（芳文社《Manga Time Kirara Forward》连载）

## 外部連結
- 鯊缶（ハゼカン） （页面存档备份，存于）（日語）
- 霜月絹鯊的X（前Twitter）（日語）